# Hillia loranthoides
Hillia loranthoides är en måreväxtart som beskrevs av Paul Carpenter Standley. Hillia loranthoides ingår i släktet Hillia och familjen måreväxter. Inga underarter finns listade i Catalogue of Life.